# Toli (Dailekh)
Toli (nep. टोली) – gaun wikas samiti w zachodniej części Nepalu w strefie Bheri w dystrykcie Dailekh. Według nepalskiego spisu powszechnego z 2011 roku liczył on 663 gospodarstwa domowe i 3480 mieszkańców (1818 kobiet i 1662 mężczyzn).